# Atacama Large Millimeter Array

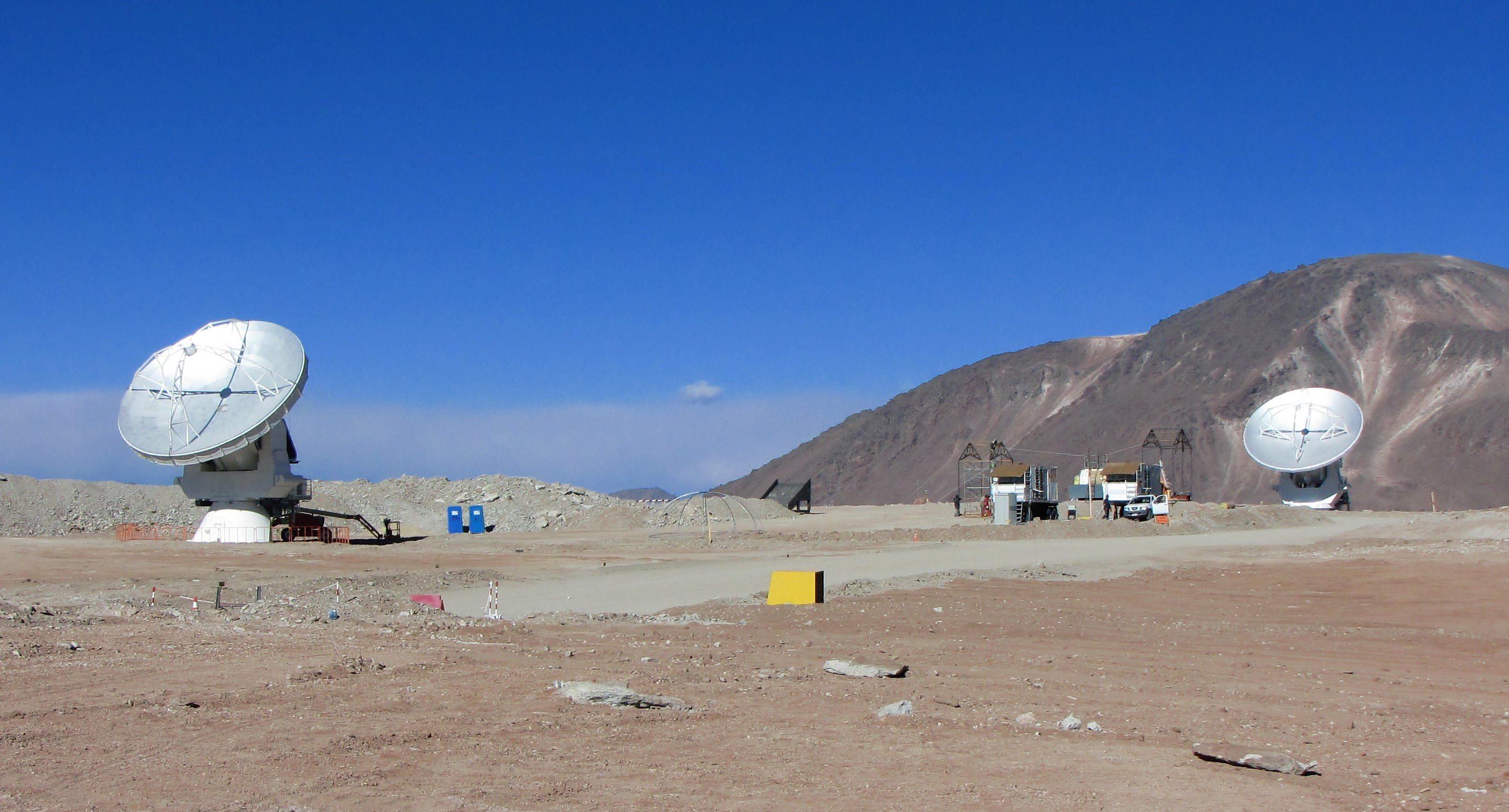
Le prime due antenne dell'ALMA collegate come interferometro.

L'Atacama Large Millimeter/submillimeter Array (ALMA) è un radiointerferometro situato a 5000 metri d'altitudine nel deserto di Atacama in Cile. È un progetto sviluppato in collaborazione tra Europa, Nord America, Asia orientale e Repubblica del Cile.
L'inaugurazione ufficiale è avvenuta il 13 marzo 2013, mentre l'ultima antenna è stata consegnata il 1º ottobre 2013, con la piena operatività, alla fine dell'anno, di tutte le 66 antenne. Il costo del progetto è stato di circa un miliardo di dollari.

## Descrizione

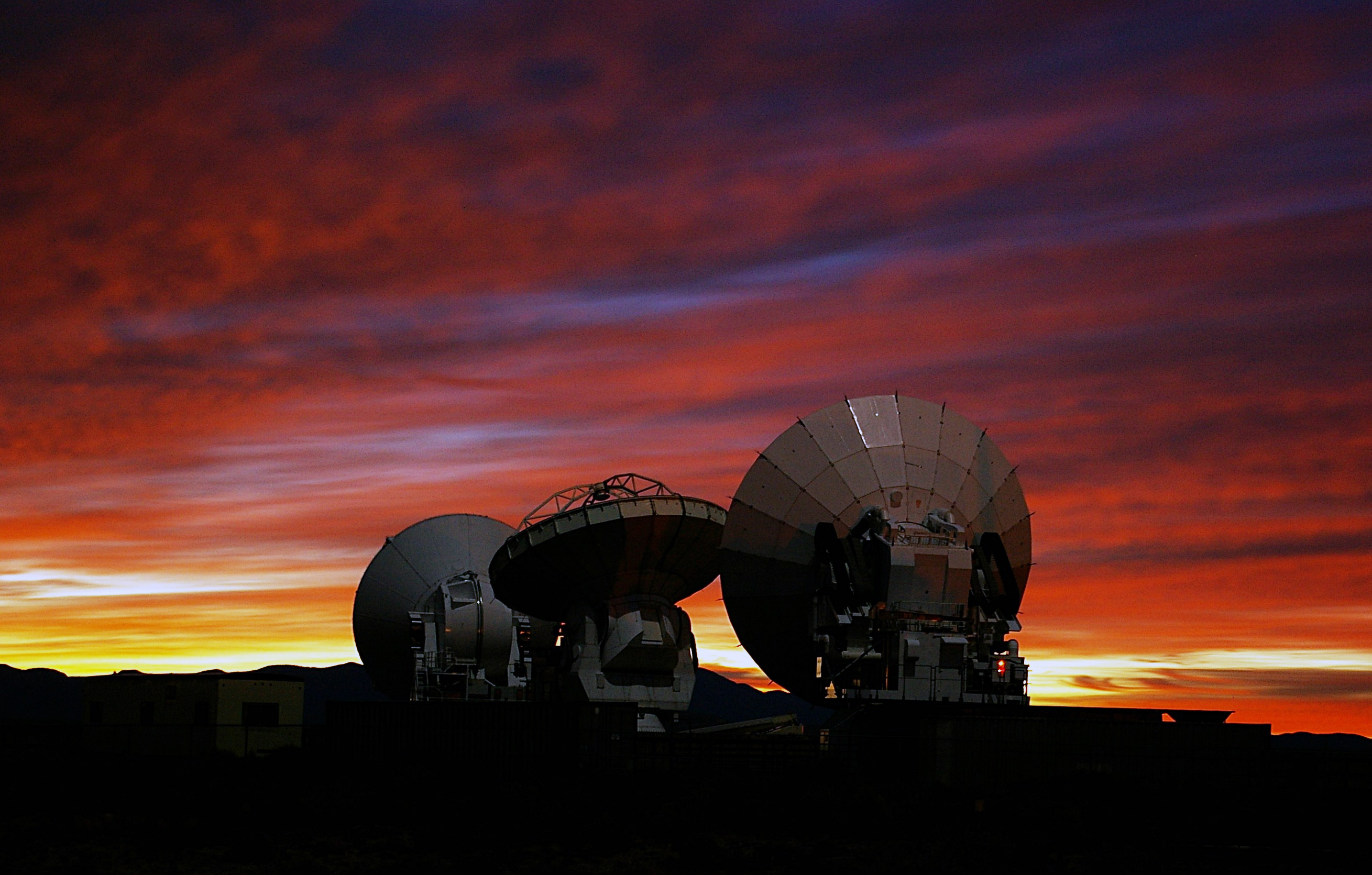
Le prime tre antenne prototipo dell'ALMA.

ALMA è un radiointerferometro all'avanguardia, costituito da un array di 66 radiotelescopi con diametro di 12 e 7 metri, che osservano alle lunghezze d'onda millimetriche e sub-millimetriche. Le antenne sono state installate sul Llano de Chajnantor dell'altopiano Puna de Atacama, a 5000 metri di quota. Con ALMA è possibile studiare la nascita delle stelle nell'universo primordiale e ottenere immagini dettagliate della formazione delle stelle e dei pianeti nell'universo locale.
Le antenne possono muoversi all'interno dell'altopiano desertico per distanze da 150 m a 16 km, il che darà ad ALMA un potente zoom variabile, simile, dal punto di vista concettuale, a quello impiegato al sito del Very Large Array (VLA) nel Nuovo Messico. L'alta sensibilità è raggiunta grazie al grande numero di telescopi di cui l'array è composto.
I telescopi sono forniti dai partner europei, nordamericani e dell'Asia orientale. I partner americani ed europei hanno commissionato 25 delle antenne da 12 metri che compongono l'array principale. L'Asia orientale ha contribuito con 16 antenne (quattro da 12 m di diametro e dodici da 7 m), che costituiscono l'Atacama Compact Array (ACA), che è parte del potenziamento dell'ALMA.

ALMA visto dall'alto

L'utilizzo di antenne più piccole dà la possibilità di effettuare visualizzazioni a grande campo, a una data frequenza, utilizzando ACA. La possibilità di avvicinare le antenne offre anche la possibilità di investigare sorgenti dalla grande estensione angolare. L'ACA lavorerà insieme con l'array principale per potenziare la capacità di imaging a grande campo.
Dettagli del progetto:
- 50 antenne di 12 metri di diametro ciascuna, potenziato da un array compatto di 4 antenne da 12 metri e 12 da 7 metri.
- Strumento per la visualizzazione in tutte le finestre atmosferiche tra 350 µm m e 10 mm.
- Configurazioni dell'array variabili tra 150 m e 14 km.
- Risoluzione angolare di 10 milliarcosecondi.
- Capacità di ottenere immagini di sorgenti con ampiezza da alcuni arcominuti a qualche grado, con una risoluzione di un arcosecondo.
- Risoluzione spaziale inferiore a 50 m/s.
- Strumento di imaging più veloce e più flessibile del Very Large Array.
- Strumento astronomico più sensibile al mondo nelle lunghezze d'onda millimetriche e sub-millimetriche.
- Rilevazione di sorgenti puntiformi 20 volte più sensibile rispetto al Very Large Array.
- Nuovo software per l'elaborazione dei dati "CASA" (Common Astronomy Software Applications)

## Storia

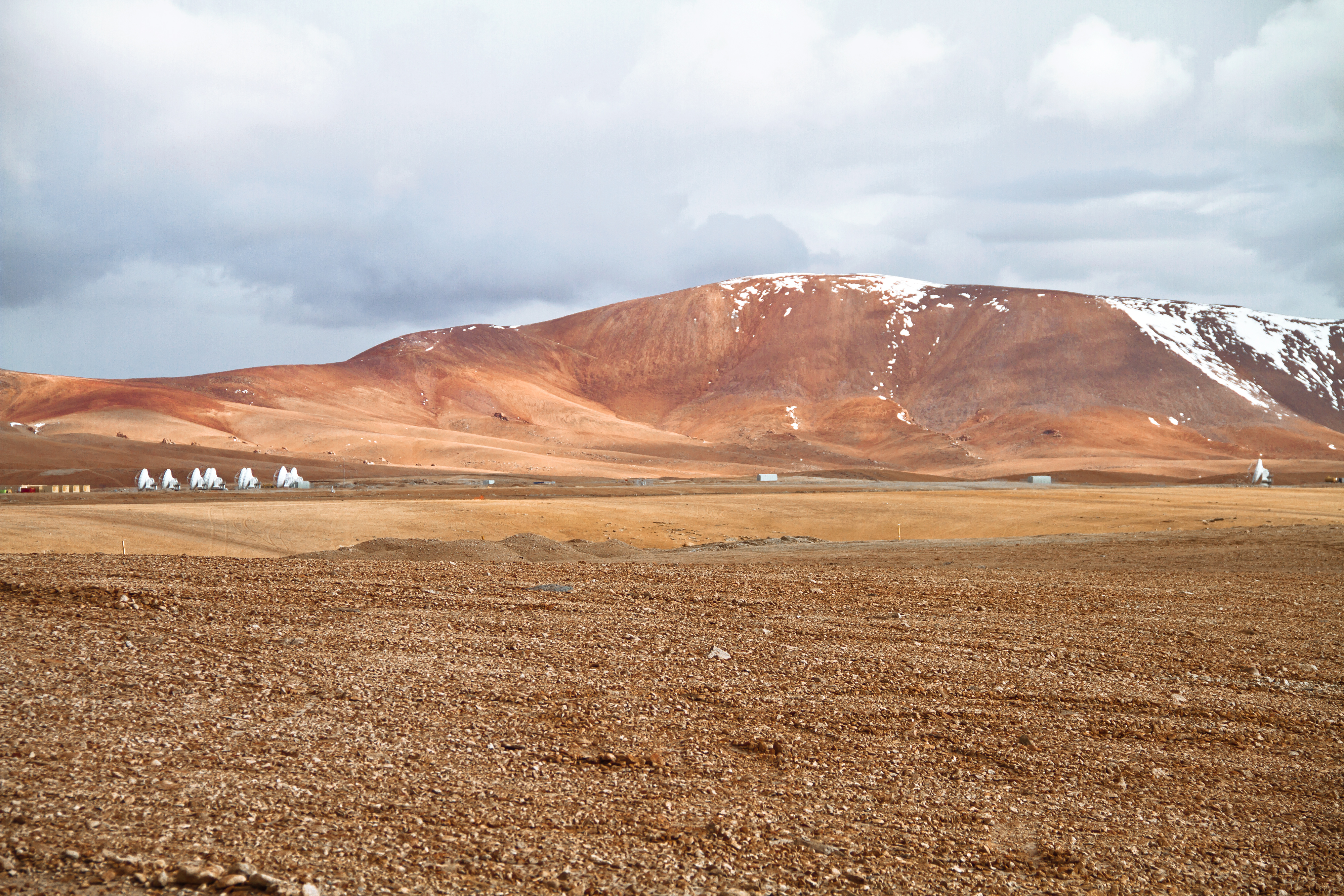
Dieci antenne installate a Chajnantor al 4 marzo 2011.

ALMA è il risultato dell'unione di idee diverse, che prendono origine da tre progetti: il Millimeter Array (MMA) per gli Stati Uniti, il Large Southern Array (LSA) per l'Europa e il Large Millimeter Array (LMA) per il Giappone.
Nel 1997 l'Osservatorio europeo australe (ESO) e il National Radio Astronomy Observatory (NRAO) si sono accordati per proseguire in un progetto comune che unisse MMA e LSA in ciò che alla fine sarebbe stato chiamato ALMA. 
Il progetto finale dell'array avrebbe unito la sensibilità dell'LSA con la copertura in frequenza e la miglior locazione del sito di MMA. ESO e NRAO collaborarono in gruppi tecnici, scientifici e organizzativi per definire e organizzare un progetto nato dall'unione tra i due osservatori con la partecipazione del Canada e della Spagna (che al tempo non faceva parte di ESO).
Molte delle decisioni e degli accordi finali sono state prese nel marzo 1999, inclusa quella della scelta di "Atacama Large Millimiter Array", o ALMA, come nome del nuovo array.
Il 25 febbraio 2003 è stato firmato l'ALMA Agreement, tra il Nord America e i partner europei. In seguito il progetto ALMA ha ricevuto una proposta di partecipazione dall'Osservatorio astronomico nazionale del Giappone (NAOJ), secondo la quale il Giappone si sarebbe fatto carico della costruzione dell'Atacama Compact Array (ACA) e di tre ricevitori aggiuntivi, per costituire l'ALMA potenziato. Il 14 settembre del 2004 è stato firmato l'high level Agreement, che ha reso il Giappone un partner ufficiale nell'ALMA potenziato ("Atacama Large Millimiter/submillimiter Array").
Per motivi essenzialmente politici è stato deciso di impiegare antenne progettate e costruite da ben note aziende in Nord America, Europa e Giappone: i fornitori hanno scelto approcci diversi nella progettazione, ma ogni antenna deve soddisfare i requisiti molto stringenti di ALMA.

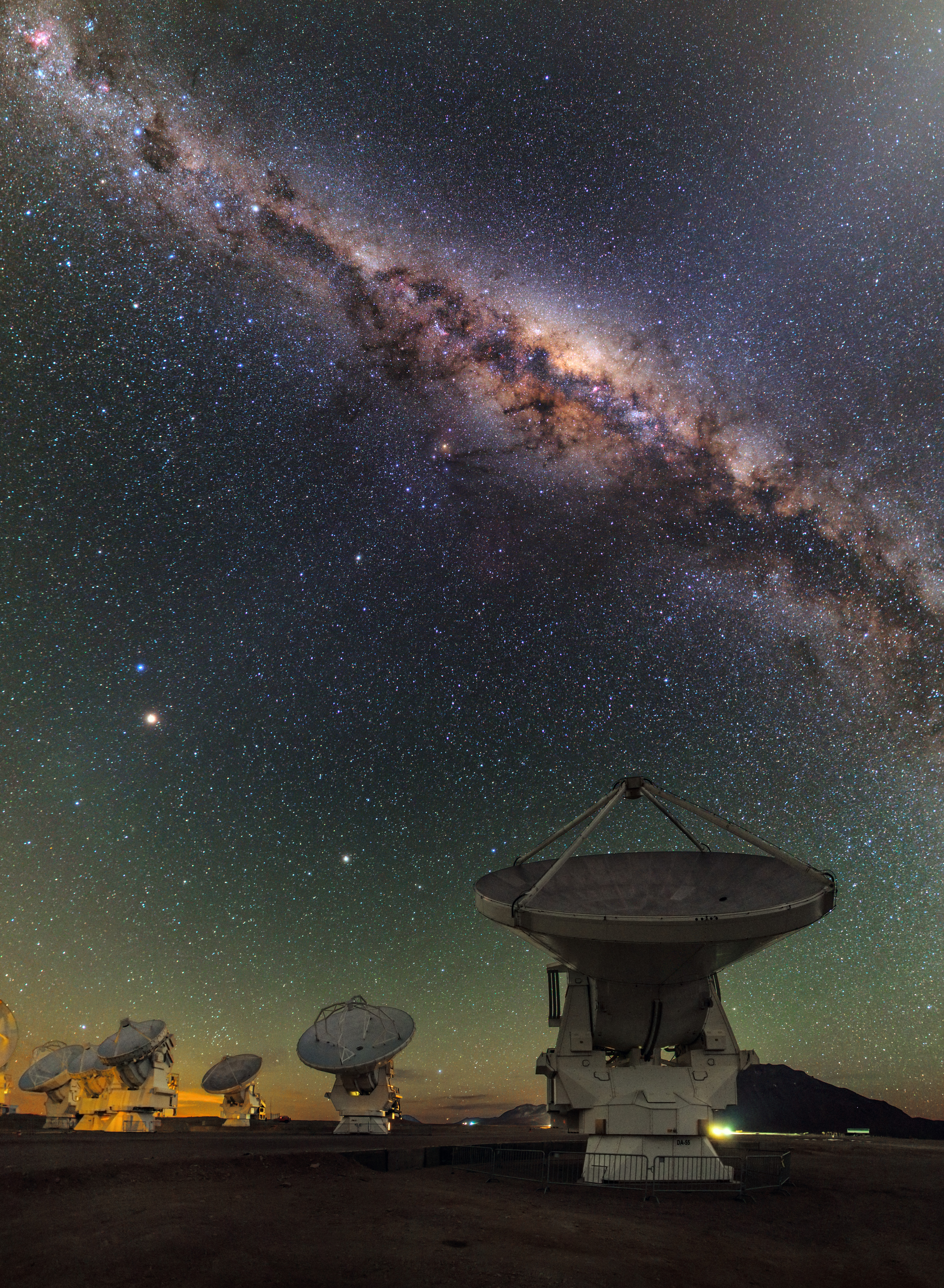
ALMA di notte

Inizialmente ALMA è stata una collaborazione al 50% tra l'European Southern Observatory (ESO) e il Nord America. L'array è stato poi implementato con l'ingresso di nuovi partner, ovvero Giappone, Taiwan, Spagna e Cile.
Nelle immediate vicinanze, sul Cerro Chajnantor a quota 5.640 metri, è presente dal 2009 il MiniTAO Telescope, un telescopio di un metro di apertura installato dall'Università di Tokyo. A fianco di esso è in corso di realizzazione un altro telescopio dell'università di Tokyo, l'Infrared Telescope di 6,5 m di apertura.
Sulla sommità del Cerro Chajnantor è in progetto inoltre la costruzione del Cerro Chajnantor Atacama Telescope (CCAT), un grande telescopio con 25 m di apertura operante alle lunghezze d'onda submillimetriche. Verrà costruito da un consorzio di università nordamericane ed europee guidato dalla Cornell University. I lavori sono iniziati nel 2014 ed il completamento è previsto nel 2018

## Partner e finanziamenti

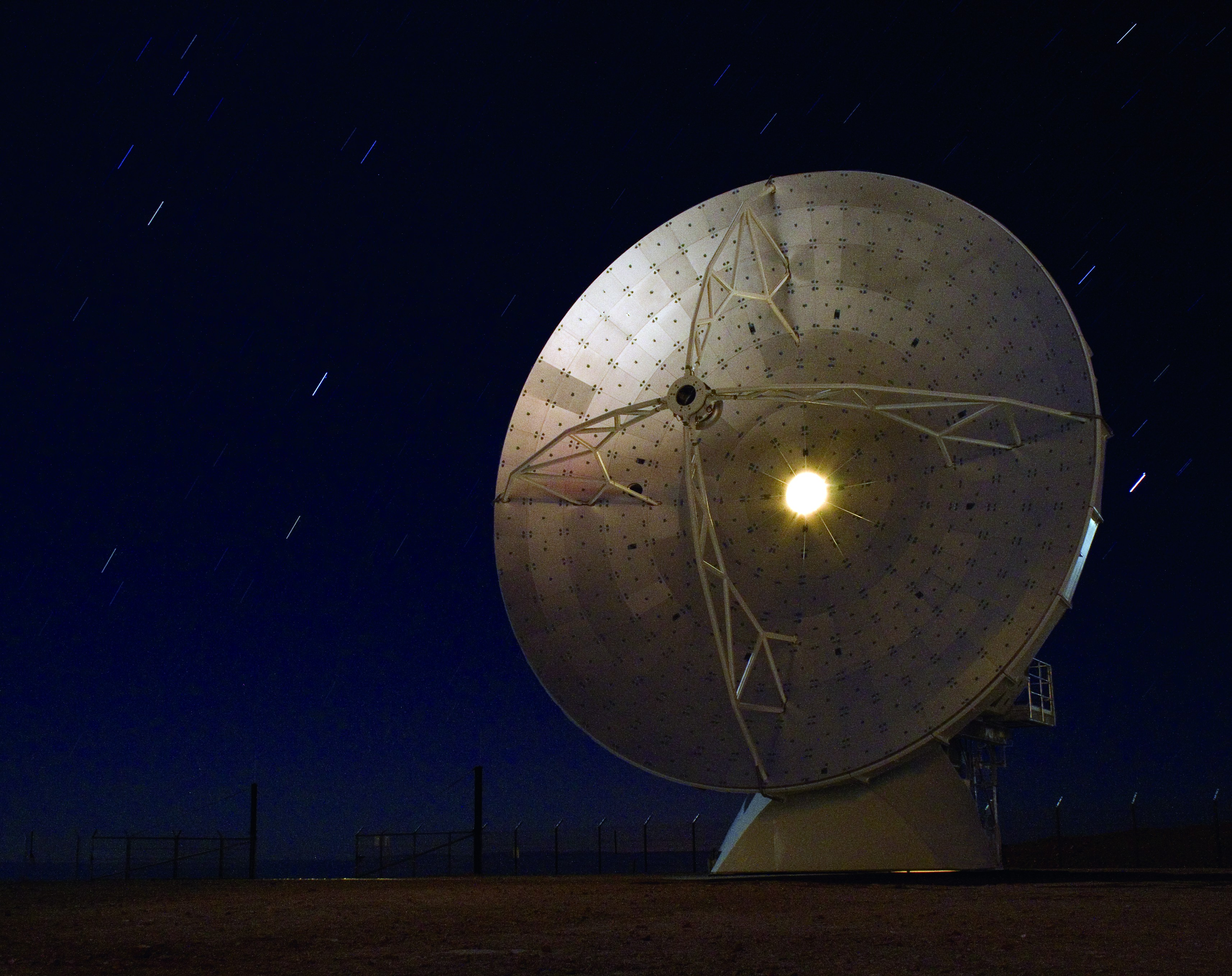
Un'antenna di ALMA si staglia contro il cielo stellato.

ALMA è nato inizialmente come una collaborazione al 50-50 tra l'europeo ESO e l'americano NRAO, successivamente esteso anche a partner giapponesi, taiwanesi e cileni. Con il suo costo stimato in 1,3 miliardi di US$, è attualmente il più costoso progetto astronomico basato a terra.
I soci attuali del progetto sono:
- European Southern Observatory e l'European Regional Support Center
- National Science Foundation attraverso il National Radio Astronomy Observatory e il North American Alma Science Center
- National Research Council (Canada)
- Osservatorio astronomico nazionale del Giappone (NAOJ) sotto il National Institutes of Natural Sciences (NINS)
- ALMA-Taiwan con l'Academia Sinica Institute of Astronomy and Astrophysics (ASIAA)
- Repubblica del Cile

ALMA è finanziata in Europa dall'ESO (European Southern Observatory), in Nord America dal US National Science Council (NFS) in collaborazione con il National Research Council del Canada (NRC) e in Asia orientale dal National Institutes of Natural Sciences del Giappone (NNIS) in collaborazione con l'Academia Sinica (AS) in Taiwan.
La costruzione di ALMA è stata diretta dall'ESO, per l'Europa, dal National Radio Astronomy Observatory (NRAO), amministrata da Associated Universities, Inc (AUI), per gli Stati Uniti, e dall'Osservatorio astronomico nazionale del Giappone (NAOJ). Il "Joint ALMA Observatory" (JAO) ha fornito la guida unificata per la costruzione, l'amministrazione e il funzionamento di ALMA.

## Costruzione
Il complesso è stato realizzato principalmente da aziende e da università europee, statunitensi, giapponesi e canadesi. Dal 2002 tre antenne prototipo sono state collaudate al sito del Very Large Array (VLA) nel Nuovo Messico.
La General Dynamics C4 Systems è stata incaricata da varie università di fornire 25 antenne da 12 metri, mentre le altre 25 antenne principali sono state costruite dal consorzio europeo AEM composto da Thales Alenia Space, MT Mechatronics e dalla European Industrial Engineering, in quello che è finora il più grande contratto europeo. La prima antenna è stata consegnata nel 2009, con la previsione di consegnarne circa una ogni mese. L'ultima antenna è stata consegnata nell'ottobre 2013. I motori utilizzati per il movimento dalle antenne sono stati progettati, realizzati e installati dall'italiana Phase Motion Control.
Il trasporto delle antenne, pesanti 115 tonnellate ciascuna, dall'Operations Support Facility a 2900 m di quota fino ai 5000 metri del sito è stato eseguito con l'utilizzo di due veicoli speciali con 24 ruote, appositamente costruiti dalla Scheurle Fahrzeugfabrik in Germania, testati nel giugno 2007 e consegnati in febbraio 2008. I veicoli sono larghi 10 m, lunghi 20 m e alti 6 m. Il posto del guidatore ospita anche una bombola d'ossigeno, per aiutare l'autista a respirare in alta quota. I rimorchi possono trasportare le antenne e piazzarle esattamente nel posto in cui devono essere disposte.
Il primo trasporto di un'antenna, progettata dalla North American Vertex RSI, è stato eseguito nel luglio 2008 dall'interno dell'edificio di assemblaggio (Site Erection Facility) su una piattaforma esterna per test. Alla fine del 2009 le prime tre antenne sono state trasportate sul sito e sono state collegate tra loro. Il 22 gennaio 2010 è avvenuta la consegna ufficiale dello strumento.
Il 28 luglio 2011 è arrivata la prima antenna europea, portando così il totale a 16. Questo è il numero minimo di antenne necessarie per compiere le prime osservazioni e rappresenta quindi una delle pietre miliari del progetto.

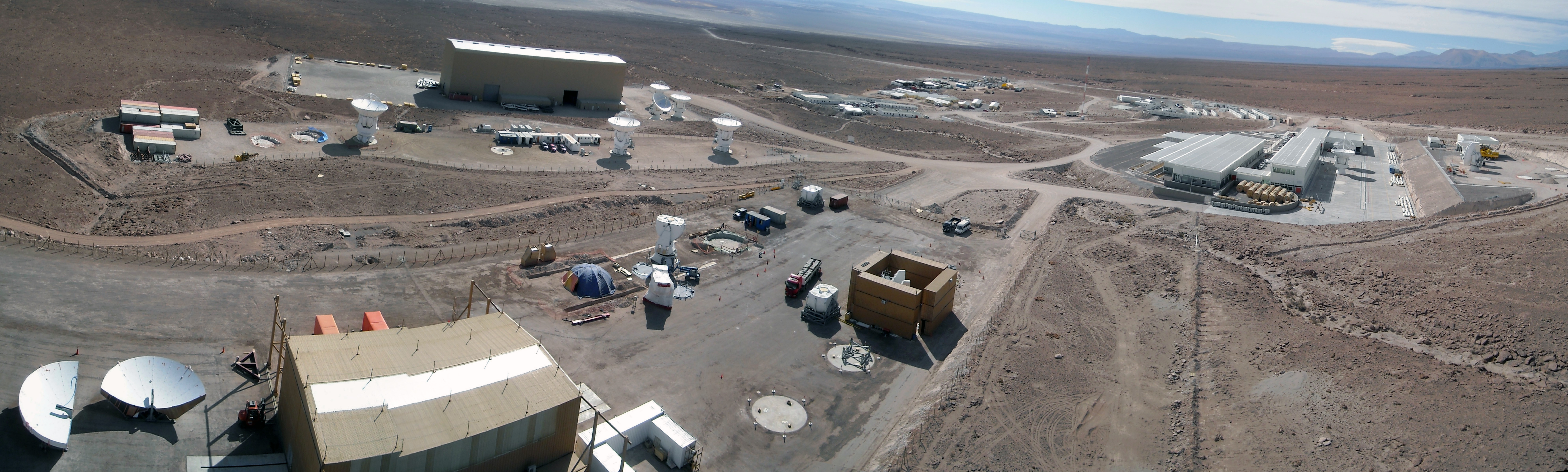
Panoramica dei lavori di costruzione.

## ALMA Regional Center
L'ALMA Regional Center (ARC) è stato ideato per essere un'interfaccia tra le comunità di utenti dei maggiori contributori al progetto ALMA e il JAO. L'ARC è stato ulteriormente suddiviso tra le tre maggiori aree geografiche coinvolte nel progetto (Europa, Nord America e Asia Orientale). L'ARC europeo (guidato dall'ESO) è suddiviso a sua volta in vari nodi ARC, situati in varie località europee: Bonn-Bochum-Cologne, Bologna, Ondřejov, Onsala, IRAM Grenoble, Leiden e JBCA (Manchester).
Lo scopo principale dell'ARC è di assistere la comunità degli utenti nella preparazione delle proposte osservative, assicurare che i programmi osservativi corrispondano agli scopi scientifici del progetto, offrire un help desk per la presentazione di proposte e programmi osservativi, rilasciare i dati ottenuti ai principali responsabili dei progetti osservativi, manutenzione dell'archivio dati di ALMA, assistenza agli utenti per la calibrazione dei dati raccogliendo anche i commenti degli utenti.

## Tempistica del progetto
| Data                  | Attività |
| --------------------- | --- |
| 1995                  | Test in comune tra NRAO/ESO/NAOJ sul sito in Cile                                                                                       |
| maggio 1998           | inizio della Fase 1 (Progetto & Sviluppo).                                                                                              |
| giugno 1999           | "U.S./ Europe Memorandum of Understanding" per il Progetto e lo Sviluppo.                                                               |
| febbraio 2003         | Ultimo accordo tra Nord America ed Europa per la suddivisione dei finanziamenti: 50% a carico dell'Europa, 50% divisi tra USA e Canada. |
| aprile 2003           | Test della prima antenna prototipo all'ALMA Test Facility (ATF) a Socorro, New Mexico.                                                  |
| novembre 2003         | Cerimonia della posa della prima pietra al sito ALMA.                                                                                   |
| settembre 2003        | Bozza d'accordo tra Nord America, Europa e Giappone per l'estensione del progetto ALMA includendo il Giappone.                          |
| ottobre 2004          | Apertura del Joint ALMA Office, a Santiago, Cile.                                                                                       |
| settembre 2005        | Taiwan si unisce al progetto ALMA, in collaborazione col Giappone.                                                                      |
| luglio 2006           | Nord America, Europa e Giappone modificano l'accordo sull'ALMA Enhanced.                                                                |
| aprile 2007           | Arrivo della prima antenna in Cile. |
| febbraio 2008         | Arrivo dei due trasportatori ALMA in Cile.                                                                                              |
| luglio 2008           | La prima antenna trasportata sul sito ALMA.                                                                                             |
| maggio 2009           | Accettazione della prima antenna ALMA.                                                                                                  |
| settembre 2009        | Primo test di interferometria tra due antenne ALMA all'Operations Support Facility (OSF).                                               |
| novembre 2009         | Chiusura della Fase con tre antenne a Chajnantor.                                                                                       |
| 2010                  | Call per le proposte osservative per la fase Early Science, con condivisione dei rischi.                                                |
| secondo semestre 2011 | Inizio della fase di Early Science. |
| 2013                  | Inaugurazione e piena operatività di ALMA.                                                                                              |

## Ricerca e risultati scientifici rilevanti

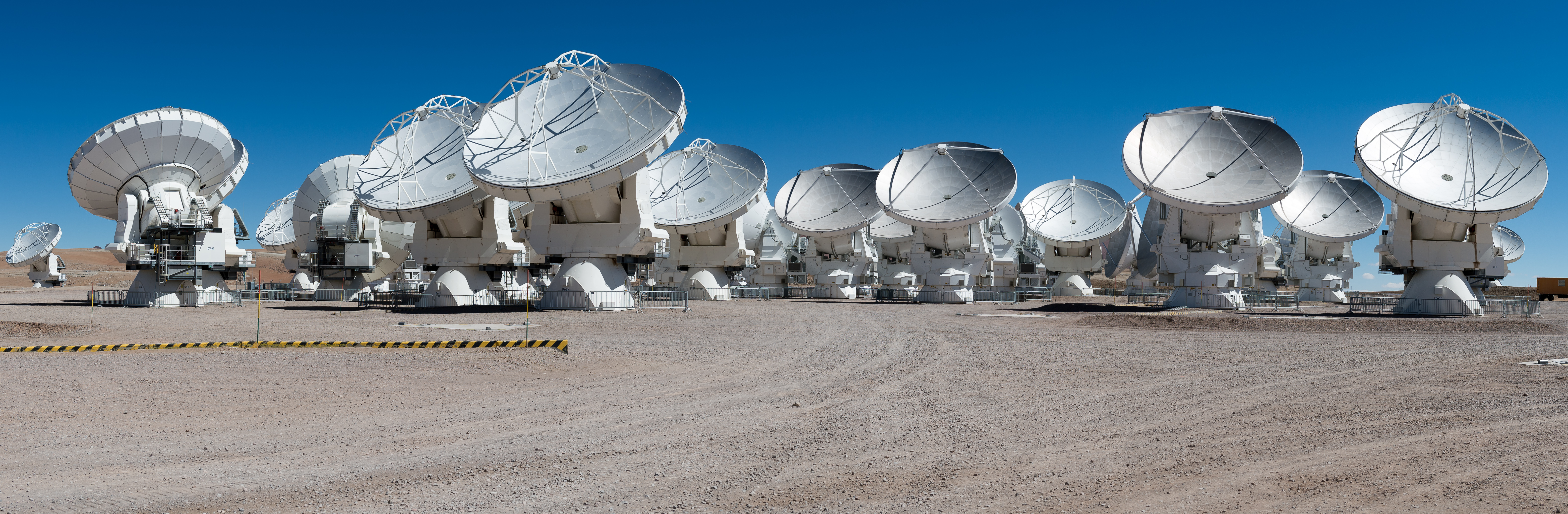
Le antenne di ALMA in configurazione compatta

- Dicembre 2016: studiando la distribuzione delle polveri e dei gas attorno alla stella HD163296, distante circa 400 anni luce dal Sole, è stata rilevata una coppia di protopianeti in fase di completamento.[11][12]
- Marzo 2017 : uno studio[13] ha consentito di osservare la galassia più giovane e distante mai osservata da ALMA: A2744 YD4. Osservazioni successive effettuare con il VLT hanno confermato la datazione della galassia,  risalente a 600 milioni di anni dopo la costituzione dell'Universo corrispondente ad un redshift di 8.38, durante il periodo cosiddetto di reionizzazione, A2744_YD4 risulta costituita da una notevole quantità di polvere cosmica incandescente[14], frutto di probabili esplosioni precedenti di supernove.
- Marzo 2017 : viene pubblicato[15] uno studio concernente un sistema binario di stelle, LLPegasi,  in cui una gigante rossa, nella fase finale della sua evoluzione, disperde gas che a causa dell'orbita estremamente ellittica della sua compagna forma una struttura a spirale di gas espulsi.[16]
- Aprile 2017 : osservazioni della nube molecolare di Orione hanno evidenziato[17] come la formazione di protostelle possano causare volente interazioni[18].[19]
- Aprile 2017 : un gruppo di ricerca a guida italiana ha osservato un disco di polveri intorno alla stella HD 169142, distante circa 420 al. La distribuzione delle polveri evidenzia[20] una struttura composta da due anelli principali e la loro densità porta a considerare la presenza di due protopianeti in formazione.[21][22]
- Osservazioni in follow-up[23] effettuate con ALMA hanno consentito di caratterizzare le emissioni termiche ed ulteriori parametri di 2014 UZ224 (DeeDee), candidato pianeta nano a 92 UA dal Sole. Il corpo avrebbe una temperatura media di -243 °C e rifletterebbe circa il 13% della luce solare.
- Studiando i dati della indagine PILS (Protostellar Interferometric Line Survey), tracce di isocianato di metile, una molecola complessa necessaria alla formazione proteica, sono state scoperte per la prima volta nello spazio dal telescopio ALMA in un sistema protostellare multiplo[24]. Il sistema, IRAS 16293-2422, si trova a circa 400 anni luce nella zona di formazione stellare Rho Ophiuchi, nella costellazione dell’Ofiuco[25].
- Osservazioni in banda sub-millimetrica effettuate con ALMA di una densa nube molecolare hanno portato ad ipotizzare l'esistenza di un buco nero intermedio situato quasi al centro della Via Lattea. La struttura cinematica della nube CO-0.40-0.22 e la dinamica dei suoi gas suggeriscono la presenza di un oggetto compatto delle dimensioni di 10^5 M ⊙.[26]
- Studiando perturbazioni del monossido di carbonio (CO) presente nel disco gassoso intorno alla stella HD 163296, una giovane stella distante circa 330 anni luce, due gruppi di studio indipendenti hanno rilevato la presenza di tre pianeti, rispettivamente a 80, 140 e 260 volte la distanza tra la Terra e il Sole.[27]
- Ottobre 2019: grazie ad ALMA è stata osservata una galassia primordiale risalente ad oltre 12 miliardi di anni fa, da un gruppo di ricercatori guidato da Christina Williams, ricercatrice all'Osservatorio Steward.[28]

## Galleria d'immagini

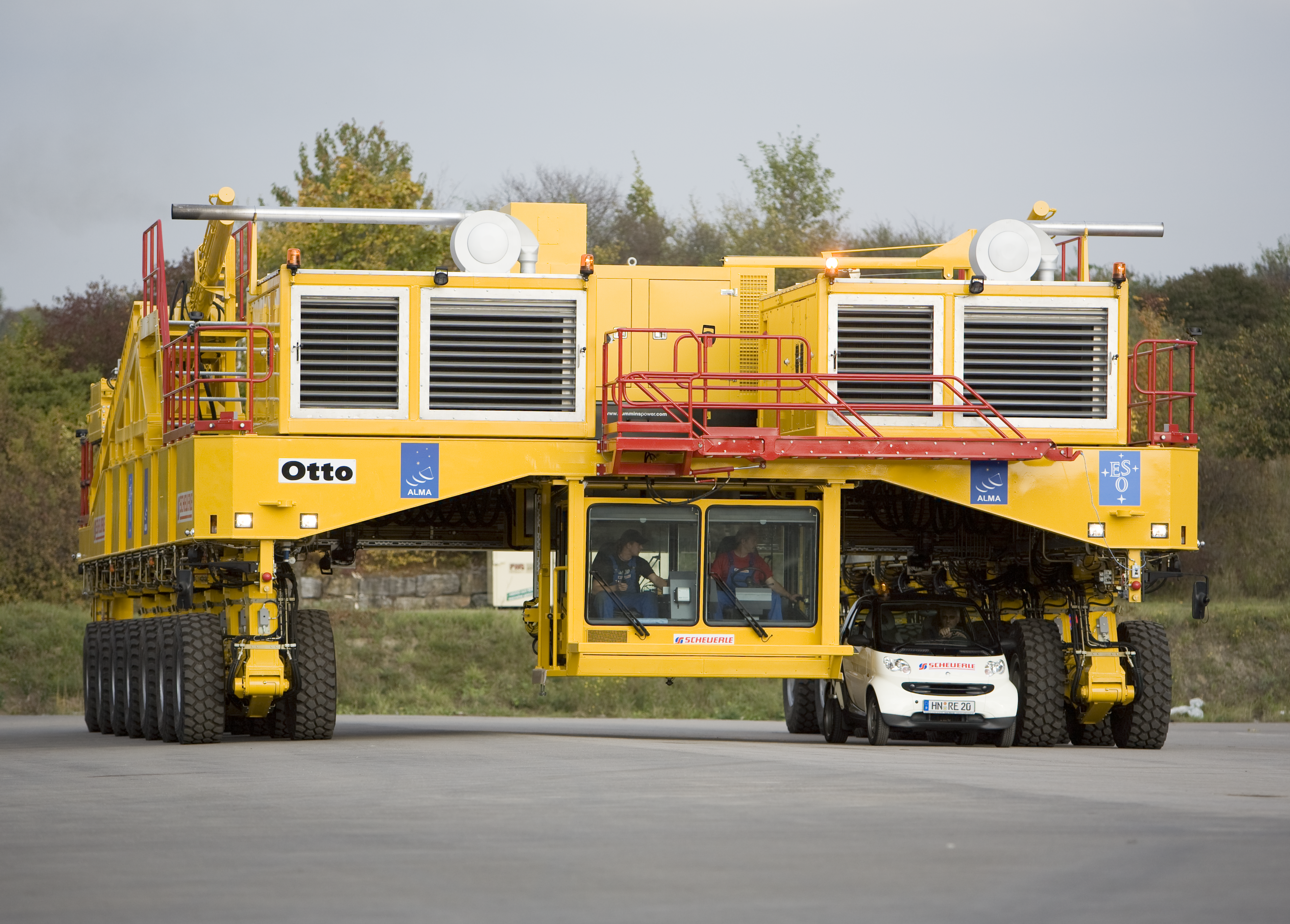
Il trasportatore di antenne "Otto" da 130 tonnellate.
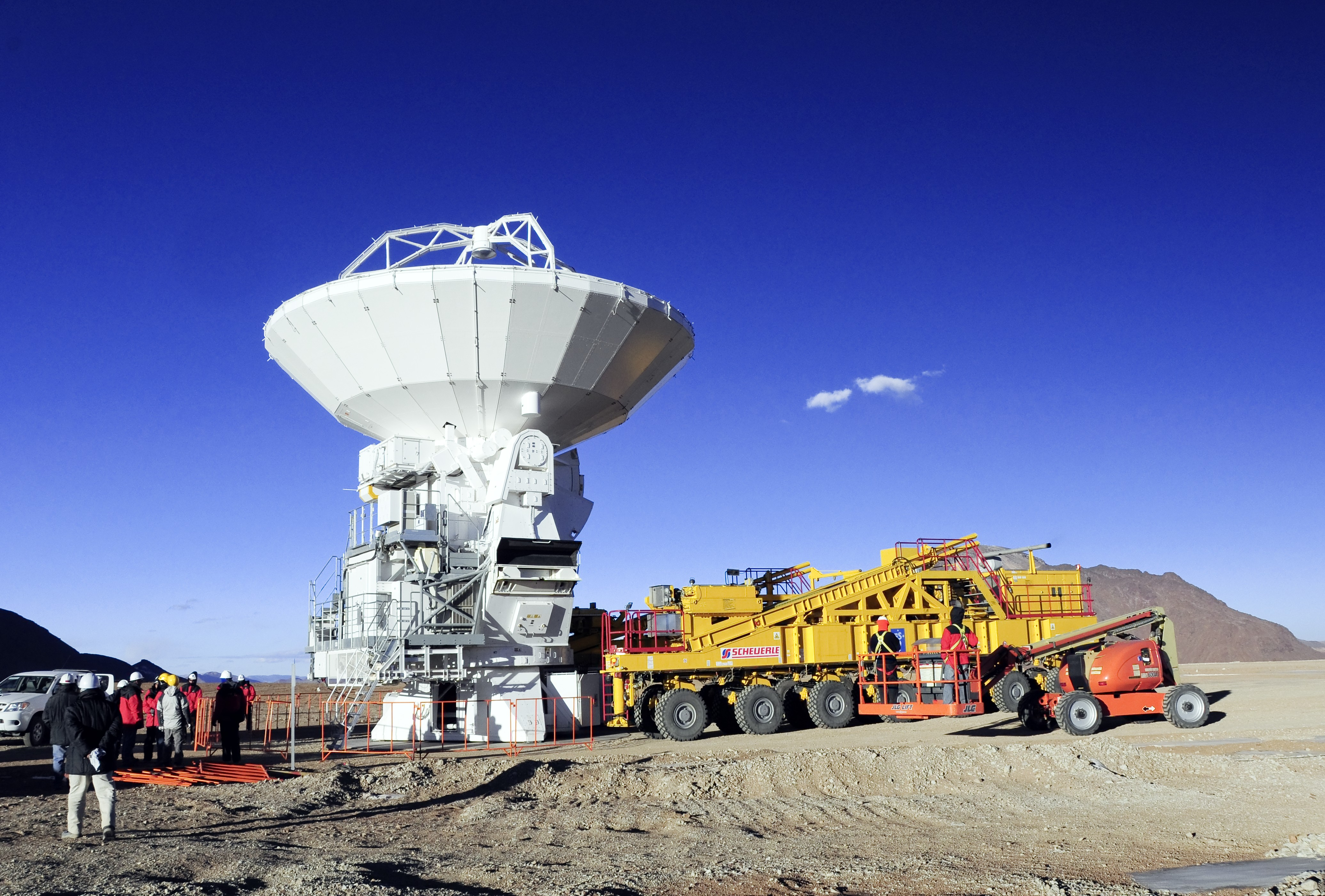
Fasi del trasporto.
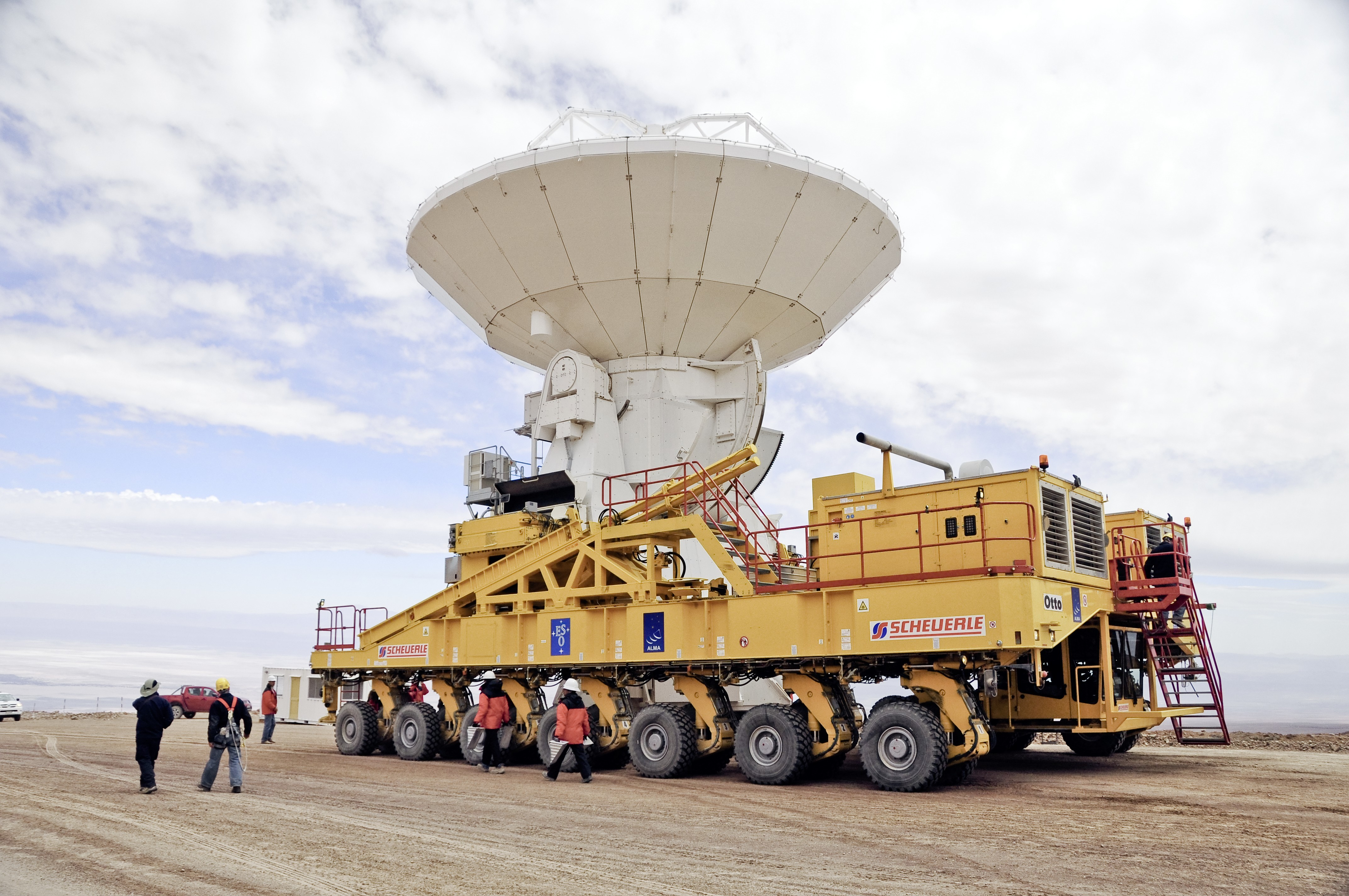
Fasi del trasporto.
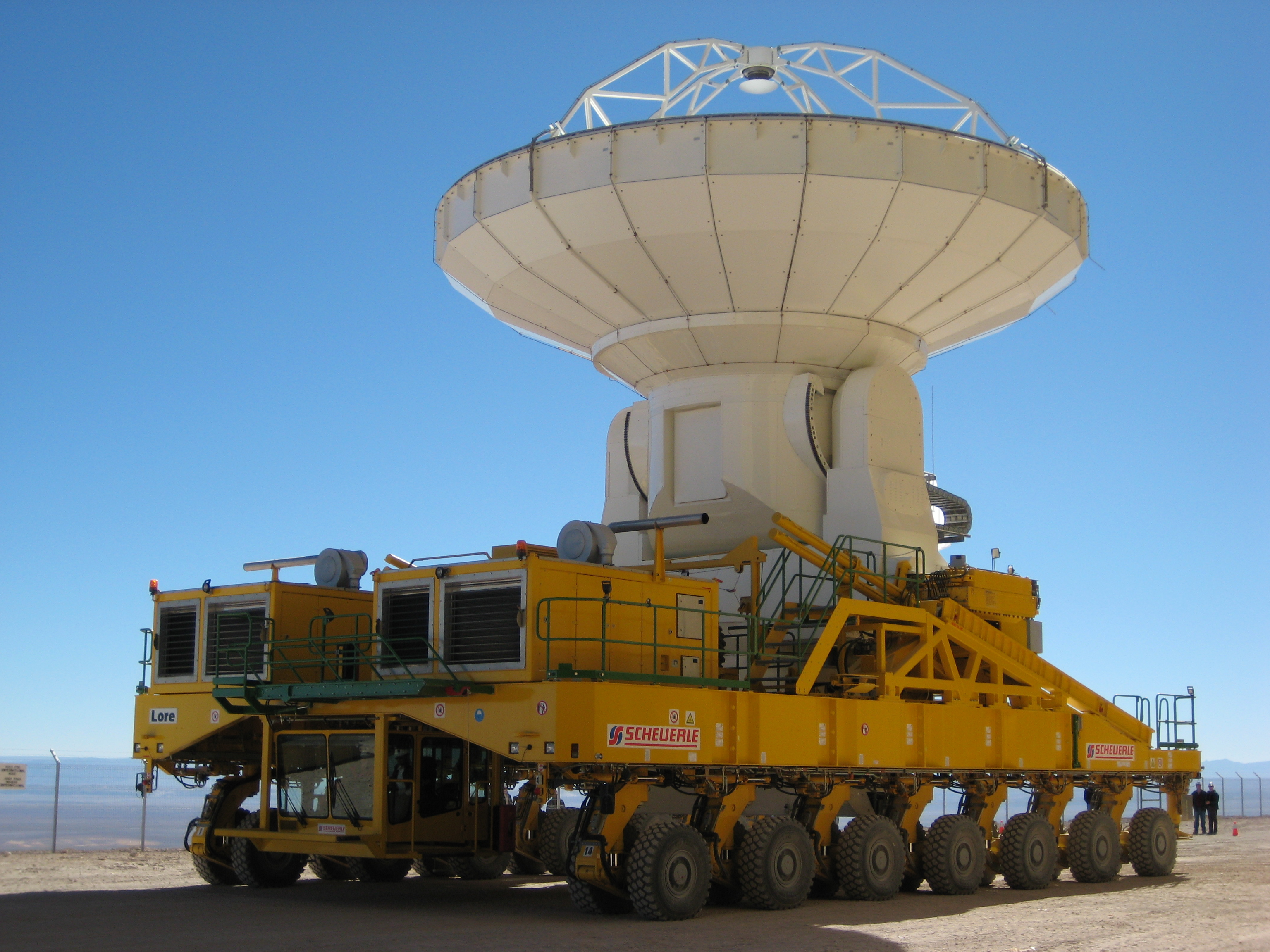
Fasi del trasporto.
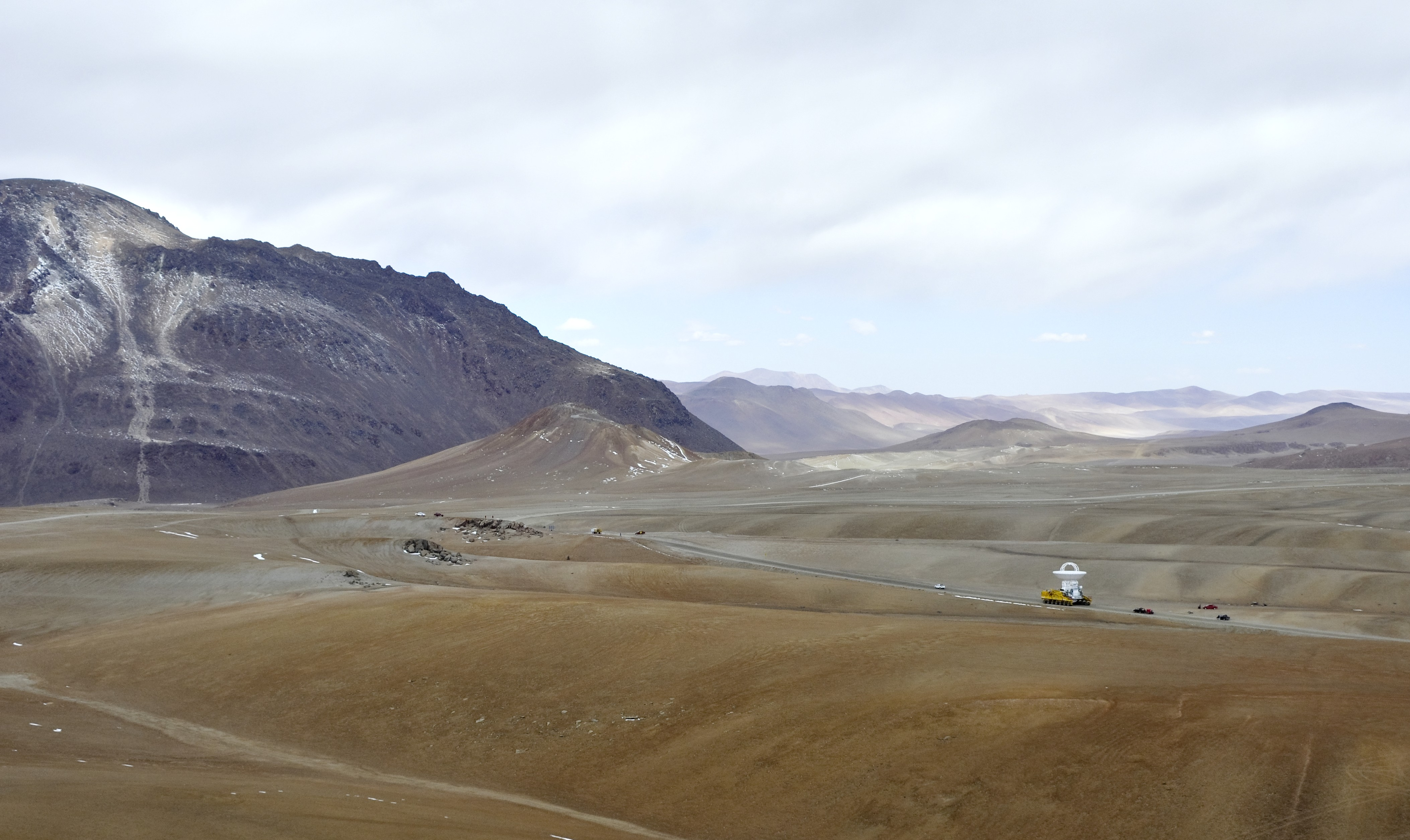
Panoramica.
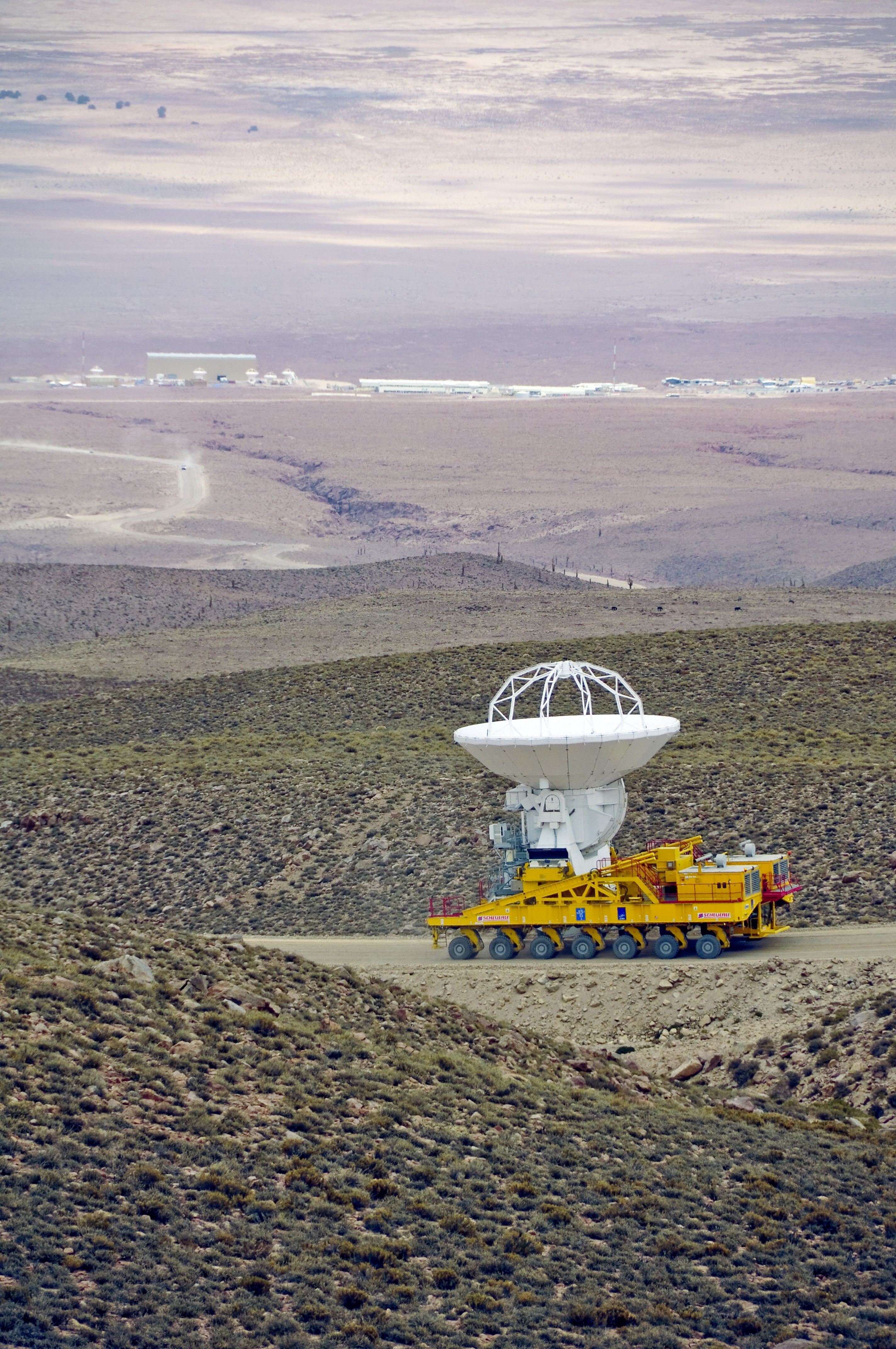
Panoramica.
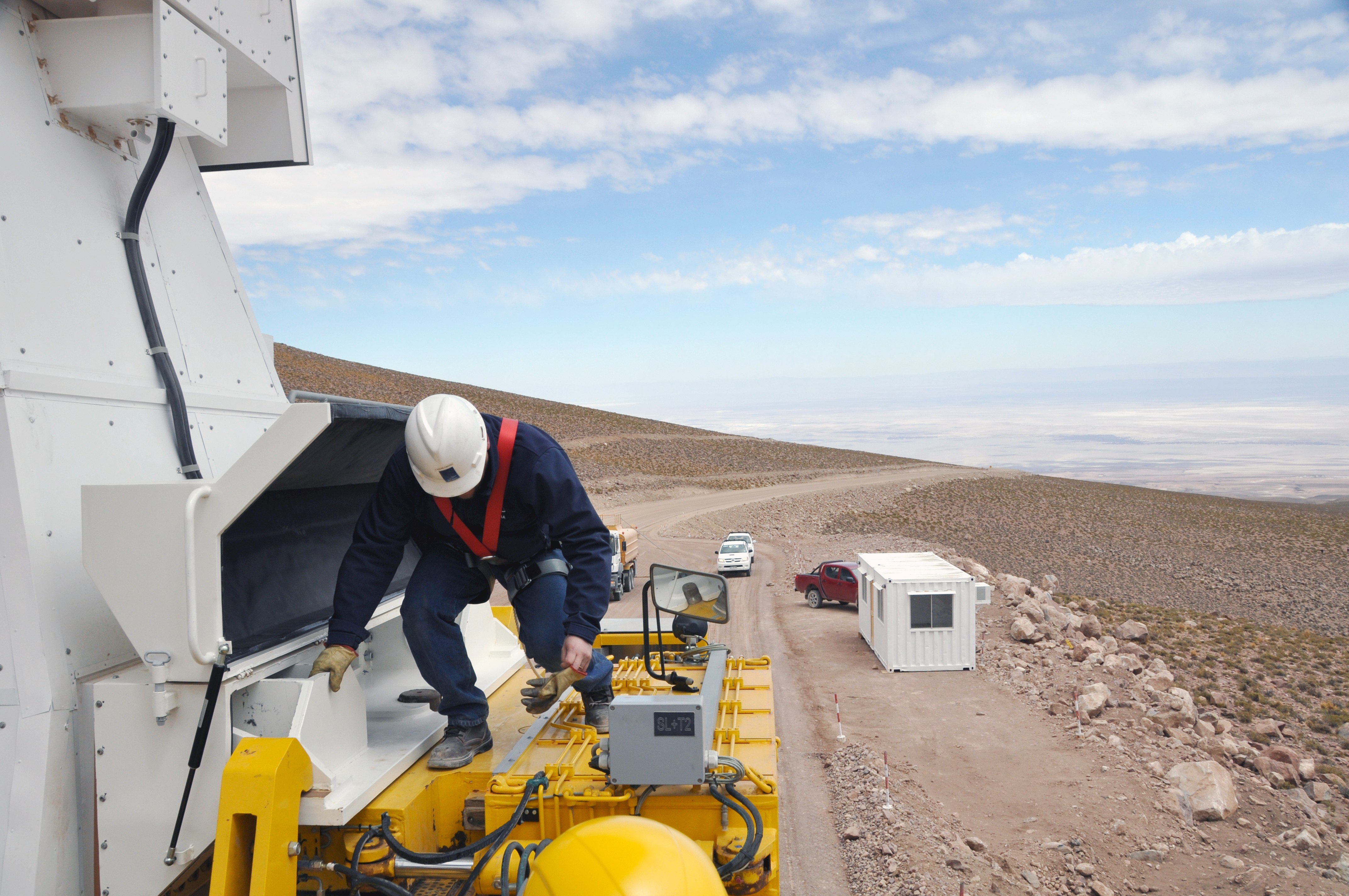
Una fase dell'ispezione.
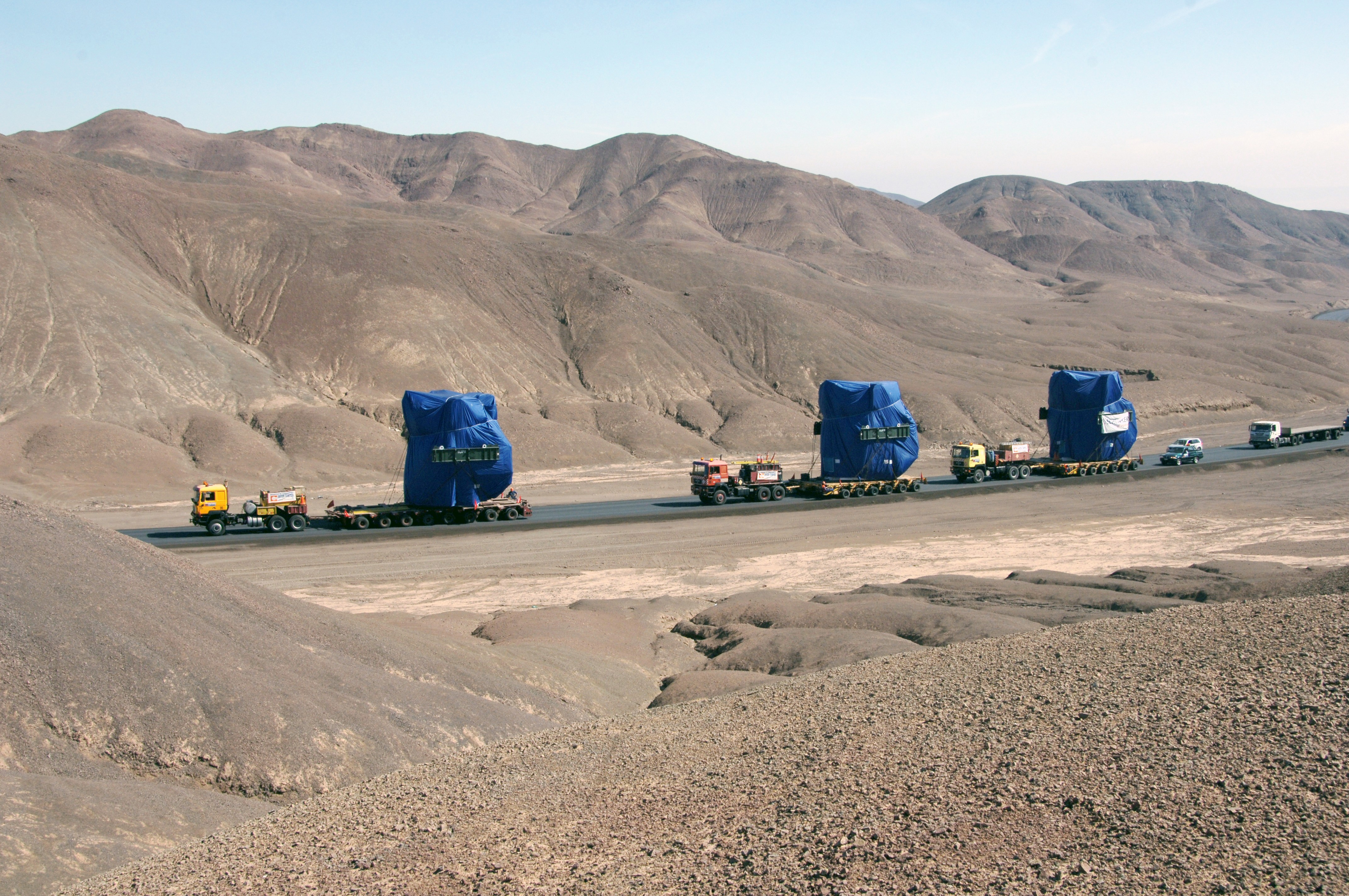
L'arrivo delle prime tre antenne prototipo.
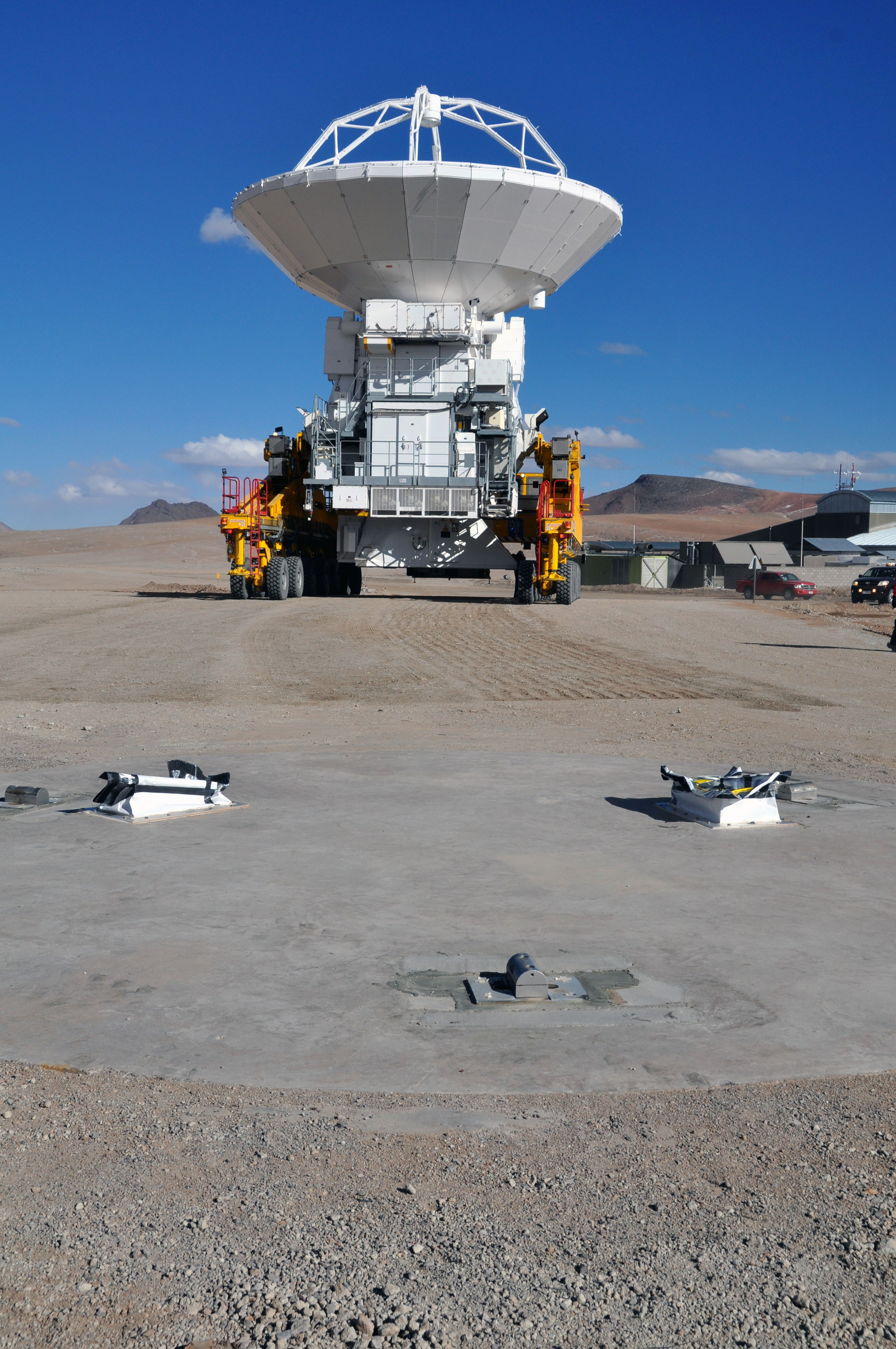
Posizionamento a 5000 m.
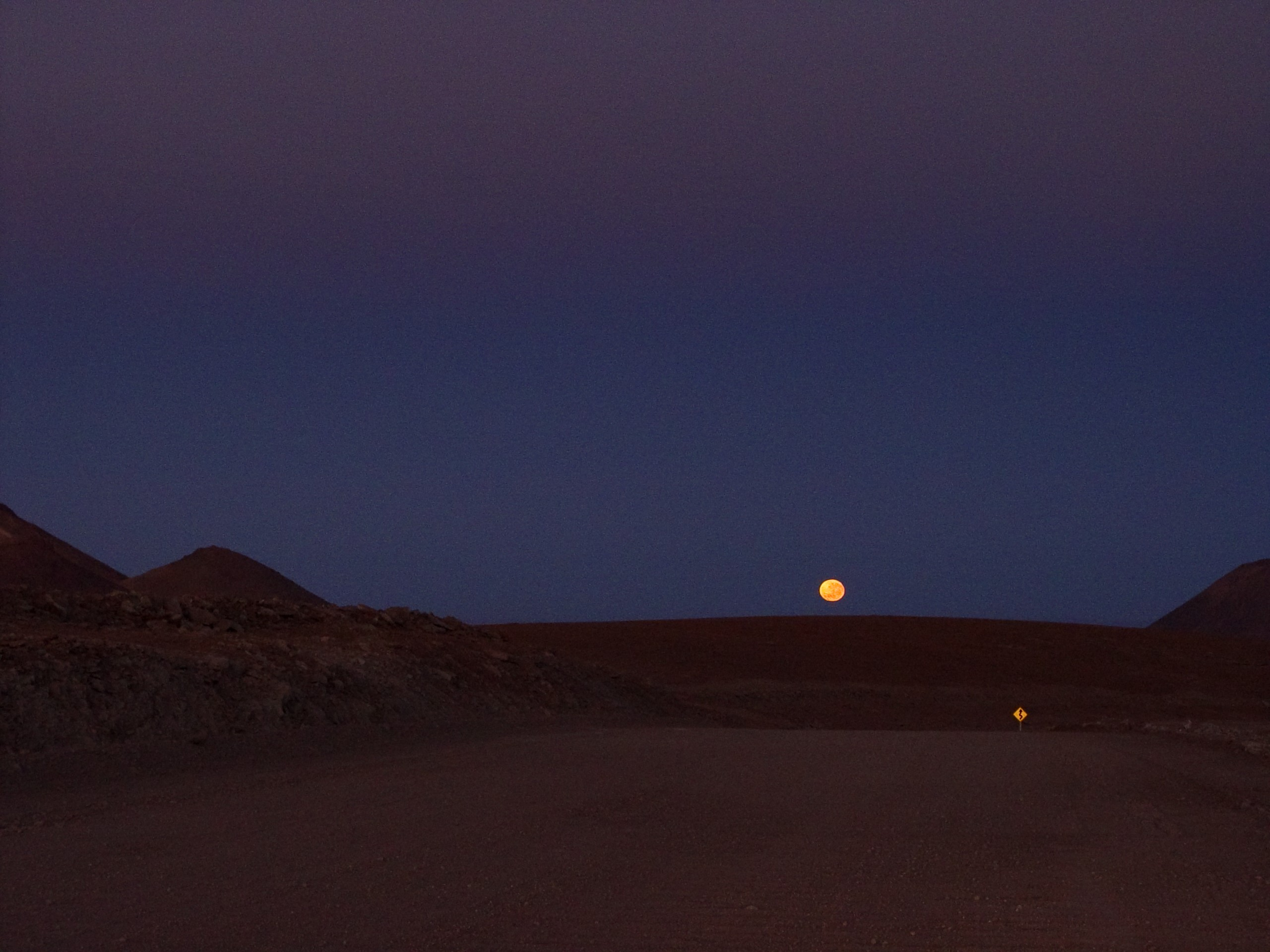
Vista notturna della strada di accesso al sito.